# Енді Ґевін
Ендрю Скотт Ґевін (англ. Andrew Scott Gavin; 11 червня 1970, Вашингтон) — американський програміст відеоігор, підприємець і романіст. Ґевін разом із другом дитинства Джейсоном Рубіном у 1986 році заснував компанію з розробки відеоігор Naughty Dog, яка випустила такі ігри, як Crash Bandicoot та Jak and Daxter. До заснування Naughty Dog Ґевін працював над мовою програмування LISP у Лабораторії штучного інтелекту Массачусетського технологічного інституту.

## Освіта
Ґевін отримав ступінь бакалавра наук з нейробіології в коледжі Гаверфорда. Він навчався на докторському ступені в Массачусетському технологічному інституті, проводячи дослідження для Лабораторії реактивного руху в рамках проєкту Mars Rover Vision під керівництвом керівника Рода Брукса. Будучи студентом, Ґевін вивчив мову програмування LISP та розробив низку власних мов програмування, які пізніше використовувалися для графіки, керування, звуків та штучного інтелекту у відеоіграх Naughty Dog.

## Кар'єра
Ґевін і Рубін продали свою першу відеогру Maths Jam у 1985 році. У 1989 році вони продали Keef the Thief компанії Electronic Arts. На початку 1990-х років їхня файтингова гра Way of the Warrior призвела до укладення угоди з Universal Interactive Studios на випуск кількох ігор. За цією угодою з Universal вони з 1996 по 1999 рік випускали серію Crash Bandicoot, а пізніше серію Jak and Daxter. Наприкінці 2000 року Рубін і Ґевін продали Naughty Dog компанії Sony Computer Entertainment America (SCEA), випустивши 14 ігор Naughty Dog, які разом продалися тиражем понад 35 мільйонів копій та принесли понад 1 мільярд доларів доходу.
Працюючи в Naughty Dog, Ґевін розробив два діалекти LISP для використання в розробці ігор: Game Oriented Object Lisp (GOOL) та його наступника Game Oriented Assembly Lisp (GOAL). Вони включали інновації у виборі мови та її дизайні. Невдовзі після того, як у 2004 році Ґевін і Рубін залишили Naughty Dog, вони разом із колишнім керівником HBO Джейсоном Р. Кеєм заснували новий інтернет-стартап під назвою Flektor. У травні 2007 року компанію було продано Fox Interactive Media, підрозділу News Corp. Fox описав компанію як «веб-сайт наступного покоління, який надає користувачам набір веб-інструментів для перетворення їхніх фотографій та відео на динамічні слайд-шоу, листівки, інтерактивні презентації в реальному часі та відеомікси». У жовтні 2007 року Flektor у партнерстві з дочірньою компанією MySpace та MTV забезпечила миттєвий зворотний зв'язок з аудиторією через опитування для інтерактивної серії MySpace/MTV Presidential Dialogues із сенатором та кандидатом у президенти Бараком Обамою.
Ґевін покинув Fox Interactive Media у 2008 році. У 2009 році він разом з Рубіном оголосили про новий стартап соціальних ігор під назвою Monkey Gods, який працював над новою версією Snood разом із казуальною грою зі словами під назвою MonkWerks.
Ґевін також випустив похмурий історичний фентезійний роман «Темніша мрія» (англ. The Darkening Dream), опублікований у грудні 2011 року. Його другий роман «Безчасний» (англ. Untimed), присвячений подорожам у часі, вийшов 19 грудня 2012 року.

## Твори

### Ігри
| Назва гри                              | Рік випуску | Платформа                           | Роль                                   |
| -------------------------------------- | ----------- | ----------------------------------- | -------------------------------------- |
| Math Jam                               | 1985        | Apple II                            | Програміст                             |
| Ski Crazed                             | 1986        | Apple II                            | Програміст                             |
| Dream Zone                             | 1987        | Amiga, Apple II                     | Програміст                             |
| Keef the Thief                         | 1989        | Amiga, Apple II, Mega Drive/Genesis | Програміст                             |
| Rings of Power                         | 1991        | Mega Drive/Genesis                  | Програміст/Дизайнер                    |
| Way of the Warrior                     | 1994        | 3DO                                 | Продюсер/Прогаміст/Дизайнер            |
| Crash Bandicoot                        | 1996        | PlayStation                         | Продюсер/Провідний програміст/Дизайнер |
| Crash Bandicoot 2: Cortex Strikes Back | 1997        | PlayStation                         | Продюсер/Провідний програміст/Дизайнер |
| Crash Bandicoot 3: Warped              | 1998        | PlayStation                         | Продюсер/Провідний програміст/Дизайнер |
| Crash Team Racing                      | 1999        | PlayStation                         | Технічний директор                     |
| Jak and Daxter: The Precursor Legacy   | 2001        | PlayStation 2                       | Продюсер/Провідний програміст/Дизайнер |
| Jak II                                 | 2003        | PlayStation 2                       | Продюсер/Провідний програміст/Дизайнер |
| Jak 3                                  | 2004        | PlayStation 2                       | Продюсер/Провідний програміст/Дизайнер |
| Jak X: Combat Racing                   | 2005        | PlayStation 2                       | Додаткова особлива подяка              |
| Daxter                                 | 2006        | PlayStation Portable                | Особлива подяка                        |
| Uncharted: Drake's Fortune             | 2007        | PlayStation 3                       | Особлива подяка                        |

### Книги
| Назва книги         | Рік випуску | Жанр           |
| ------------------- | ----------- | -------------- |
| The Darkening Dream | 2011        | Темне фентезі  |
| Untimed             | 2012        | Подорож у часі |